# La Nonne et les mauvais garçons
Pour plus de détails, voir Fiche technique et Distribution.
La Nonne et les mauvais garçons (titre original : Auf Engel schießt man nicht) est un film allemand réalisé par Rolf Thiele, sorti en 1960.
Il s'agit de l'adaptation de la pièce espagnole Melocotón en almíbar (es) (en français, Pêches au sirop) de Miguel Mihura, présentée en 1958 et traduite en allemand sous le titre Der Engel mit dem Blumentopf (en français, L'Ange avec le pot de fleurs). Elle fit à part l'objet d'une adaptation en Espagne (es) réalisée par Antonio del Amo, sortie la même année.

## Synopsis
Carlos, Federico et Cosme reviennent à Naples avec Nuria après un voyage d'affaires dans les provinces du nord de l'Italie. Après avoir loué une chambre chez Mme Bellini, ils ont des conversations secrètes et importantes, car ils ont volé à Florence des bijoux d'une valeur d'environ vingt millions de lires. Ils discutent des endroits où cacher le butin le plus discrètement et ont l'idée folle de cacher les bijoux dans l'un des nombreux pots de géraniums de Mme Bellini. Un tiers du butin à leur chef de gang Suarez.
Cosme, toujours un peu malade, a attrapé un gros rhume. Le médecin qu'on appelle prescrit une infirmière en plus des médicaments. Une religieuse, sœur Maria, entre dans la maison. Les hommes ne sont pas ravis d'avoir une religieuse près d'eux. Les voleurs ont le sentiment que Maria n'est pas aussi ignorante qu'elle le fait croire. Parfois, elle a des capacités de clairvoyance. Ce que les escrocs trouvent particulièrement inquiétant, c'est que Maria aime les fleurs et remarque rapidement que l'un des pots de géranium reçoit trop peu d'eau. Le chef de gang Suarez, qui reste généralement en retrait, intervient personnellement. Lors d'une conversation avec Maria, il lui achète à un prix exorbitant un revolver qu'elle a découvert accidentellement entre le siège et l'accoudoir. De cette façon, il veut empêcher Maria de soupçonner ses hommes. La situation empire lorsque Mme Bellini présente un commissaire de police de Florence comme nouveau locataire, et atteint son paroxysme lorsque Maria va protester, car Cosme s'oppose à son traitement. Maria emporte avec elle pour les soigner le pot de fleurs dans lequel se trouvent les bijoux, comme Mme Bellini le lui avait donné permis.
Une rencontre entre Maria et Suarez ne donne rien. Il fait appel à Nuria, l'amant de l'un des gangsters, pour veiller à ce que Maria revienne au chevet de Cosme, et si possible avec le pot de fleurs. Maria découvre qui sont les hommes entre-temps et s'enfuit. Cependant, Suarez la trouve et essaie de la convaincre du contraire. Mais alors les choses se succèdent rapidement et toutes les personnes impliquées arrivent au couvent, où les religieuses, suivant une indication de Marie, examinent tous les pots de fleurs. Mme Bellini a à son tour informé le commissaire qui vit avec elle. Il n'y a plus d'échappatoire pour le gang d'escrocs, les hommes sont arrêtés.

## Fiche technique
- Titre : La Nonne et les mauvais garçons
- Titre original : Auf Engel schießt man nicht
- Réalisation : Rolf Thiele assisté d'Adelhaid Federspiel
- Scénario : Rolf Thiele, Oliver Hassencamp (de)
- Musique : Martin Böttcher
- Direction artistique : Robert Herlth, Robert Stratil
- Costumes : Margot Schönberger
- Photographie : Göran Strindberg
- Son : Martin Müller
- Montage : Margot von Schlieffen (de)
- Production : Utz Utermann (de)
- Société de production : Divina-Film
- Société de distribution : Gloria-Film
- Pays d'origine :  Allemagne de l'Ouest
- Langue : allemand
- Format : Noir et blanc - 1,33:1 - Mono - 35 mm
- Genre : Comédie policière
- Durée : 99 minutes
- Dates de sortie :
  -  Allemagne de l'Ouest : 23 décembre 1960.
  -  France : 30 août 1961[1].

## Distribution
- Ruth Leuwerik : Sœur Maria
- Hannes Messemer : Suarez
- Gustav Knuth : Carlos
- Boy Gobert : Federico
- Bruno Hübner : Cosme
- Ilse Steppat : Mme Bellini
- Ina Duscha : Nuria
- Ida Ehre : L'abbesse
- Peer Schmidt (de) : Le commissaire

## Source de la traduction
- (de) Cet article est partiellement ou en totalité issu de l’article de Wikipédia en allemand intitulé « Auf Engel schießt man nicht » (voir la liste des auteurs).